# Ambicodamus
Ambicodamus is een geslacht van spinnen uit de familie Nicodamidae.

## Soorten
- Ambicodamus audax Harvey, 1995
- Ambicodamus crinitus (L. Koch, 1872)
- Ambicodamus dale Harvey, 1995
- Ambicodamus darlingtoni Harvey, 1995
- Ambicodamus emu Harvey, 1995
- Ambicodamus kochi Harvey, 1995
- Ambicodamus leei Harvey, 1995
- Ambicodamus marae Harvey, 1995
- Ambicodamus sororius Harvey, 1995
- Ambicodamus southwelli Harvey, 1995
- Ambicodamus urbanus Harvey, 1995